# Сюрбей-Токаевское сельское поселение
Сюрбей-Токаевское се́льское поселе́ние — муниципальное образование в Комсомольском районе Чувашии Российской Федерации.
Административный центр — деревня Сюрбей-Токаево.

## История
Статус и границы сельского поселения установлены Законом Чувашской Республики от 24 ноября 2004 года № 37 «Об установлении границ муниципальных образований Чувашской Республики и наделении их статусом городского, сельского поселения, муниципального района и городского округа».

## Население
| 2010 | 2012 | 2013 | 2014 | 2015 | 2016 | 2017 |
| ---- | ---- | ---- | ---- | ---- | ---- | ---- |
| 971  | ↘956 | ↘953 | ↘921 | ↘906 | ↘884 | ↘855 |
| 2018 | 2019 | 2020 | 2021 |      |      |      |
| ↘844 | ↘823 | ↘789 | ↘767 |      |      |      |

## Состав сельского поселения
| № | Населённый пункт   | Тип населённого пункта          | Население |
| - | ------------------ | ------------------------------- | --------- |
| 1 | Корезино           | село                            | ↗144      |
| 2 | Напольное Сюрбеево | деревня                         | ↗167      |
| 3 | Подлесные Чурачики | деревня                         | ↗504      |
| 4 | Сюрбей-Токаево     | деревня, административный центр | ↗159      |
| 5 | Тябердино-Эткерово | деревня                         | ↗130      |